# Lydellina villeneuvei
Lydellina villeneuvei là một loài ruồi trong họ Tachinidae.